# امینوو (شهرستان چیشمینسکی، باشقیرستان)
امینوو (انگلیسی: Aminevo, Chishminsky District, Republic of Bashkortostan) یک شهرک در شهرستان چیشمینسکی در استان باشقیرستان کشور روسیه است.